# Дрезна
Дре́зна — город  в Московской области России, входит в Орехово-Зуевский городской округ.
Железнодорожная станция Дрезна на линии Москва — Нижний Новгород.
Население — 12 206 чел. (2024).

## География
Расположен на Мещёре 80 км к востоку от Москвы и в 12 км к юго-западу от города Орехово-Зуево, на реке Дрезне (правый приток Клязьмы); один из самых маленьких городов Московской области.

### Климат
Преобладает умеренно континентальный климат. Зимы продолжительные и холодные. Лето короткое и тёплое.
Среднегодовое количество осадков — 750 мм.

## История
Дрезна возникла в 1897 году как посёлок при прядильно-ткацкой фабрике. Указом Президиума Верховного Совета РСФСР от 7 октября 1940 года Дрезне был присвоен статус города районного подчинения.
Практически всё развитие города и жизнь его жителей до 1990-х годов XX века были связаны с Дрезненской прядильно-ткацкой фабрикой, где работало большинство местных жителей. Их дети учились в ПТУ (ранее ФЗУ, фабрично-заводском училище) при фабрике и приходили на смену своим родителям. Отсюда же дрезненцы уходили на фронт в годы Великой Отечественной войны.
До января 2018 года входил в Орехово-Зуевский район. В одноимённом Орехово-Зуевском муниципальном районе в ходе муниципальной реформы и в соответствии с Законом Московской области от 28.02.2005 года № 67/2005-ОЗ «О статусе и границах Орехово-Зуевского муниципального района и вновь образованных в его составе муниципальных образований» город был единственным населённым пунктом в составе муниципального образования «городское поселение Дрезна», упразднённое 10 января 2018 года. Площадь городского поселения составляла 800 га. Оно граничило с сельским поселением Горское бывшего Орехово-Зуевского муниципального района (на севере, востоке и юге) и с сельским поселением Улитинское бывшего Павлово-Посадского муниципального района (на западе).
В 2019 году в ходе продолжающейся административной реформы город вошел в состав Орехово-Зуевского городского округа Московской области, не имея статуса муниципального образования. Управление осуществляется Дрезненским территориальным отделом Территориального управленя администрации Орехово-Зуевского городского округа.
Органы местного самоуправления (упразднены)
Органами местного самоуправления городского поселения Дрезна являлись:
- Совет депутатов города — выборный представительный орган местного самоуправления. В его состав входят 16 депутатов, избираемые на 5 лет[10];
- Глава города — избирается гражданами сроком на 5 лет[11];
- муниципальный контрольный орган;
- Администрация города (исполнительно-распорядительный орган городского поселения).

## Население
| 1926    | 1931    | 1939    | 1959    | 1970    | 1979    | 1989    |
| ------- | ------- | ------- | ------- | ------- | ------- | ------- |
| 7900    | ↘7800   | ↗11 295 | ↗11 530 | ↗12 539 | ↘12 298 | ↗13 047 |
| 1992    | 1996    | 1998    | 2002    | 2003    | 2004    | 2005    |
| ↘13 000 | ↘12 600 | ↘12 500 | ↘11 665 | ↗11 700 | →11 700 | ↘11 600 |
| 2006    | 2007    | 2009    | 2010    | 2011    | 2012    | 2013    |
| ↘11 500 | →11 500 | ↗11 511 | ↗11 820 | ↘11 800 | ↗11 826 | ↘11 766 |
| 2014    | 2015    | 2016    | 2017    | 2018    | 2019    | 2020    |
| ↗11 767 | ↗11 831 | ↘11 750 | ↘11 638 | ↘11 480 | ↘11 344 | ↘11 313 |
| 2021    | 2023    | 2024    |         |         |         |         |
| ↗12 295 | ↘12 246 | ↘12 206 |         |         |         |         |

На 1 января 2025 года по численности населения город находился на 853-м месте из 1124 городов Российской Федерации.

## Достопримечательности
- Деревянный дом управляющего фабрики Зиминых (нач. XX в.) в стиле модерн. Парковая ул., 7. Памятник архитектуры местного значения, в настоящее время используется как жильё;
- Текстильная фабрика;
- Здание лицея;
- Храм Великомученицы Параскевы Пятницы;
- Водонапорная башня.

## Образование, культура, спорт
Средняя школа и гимназия; дворец культуры имени Волкова, школа искусств, ДЮСШ, вечерняя школа, футбольный клуб «Союз» — неоднократный победитель районных первенств, хоккейный клуб «Дрезна», с сезона 2009—2010 гг. возобновивший участие в районных турнирах, а также цирковой коллектив «Надежда» под руководством Геннадия Антониновича Ракитина. ФОК «Южный», ДК «Юбилейный», кинотеатр.

## Экономика
Градообразующим предприятием является Дрезненская прядильно-ткацкая фабрика (бывшее «Товарищество Зуевской мануфактуры И. Н. Зимина» 1898 г.). Производственный корпус и железобетонный водонапорный резервуар построены в 1907—1909 годах по проекту архитектора В. Д. Адамовича.
На 2000-е годы основной доход городу приносит тепличное хозяйство ЗАО «Аграрное».

### Транспорт
Через город проходит железнодорожная линия Москва-Пасс-Курская — Петушки Московской железной дороги «нового» направления Транссибирской магистрали.
Поблизости от Дрезны проходит прямая автомобильная дорога на Москву (Носовихинское шоссе).
Городских автобусов нет. Пригородные автобусы связывают Дрезну с городами Ликино-Дулёво, Орехово-Зуево (№ 26) и Куровское (№ 50).
- Железнодорожная станция
- Текстильная фабрика
- Дом управляющего фабрики Зиминых

## Известные уроженцы
- Дмитрий Губерниев (род. 1974) — тележурналист.
- Юрий Тупицын (1925—2011) — писатель-фантаст.
- Игорь Новиков (1929—2007) — двукратный Олимпийский чемпион по современному пятиборью.